# Blair (Nebraska)
Blair ist eine Stadt und der Sitz der Countyverwaltung (County Seat) des Washington County im US-Bundesstaat Nebraska. Am Stadtrand befindet sich das Atomkraftwerk Fort Calhoun.

## Geschichte
Blair entstand, als die Sioux City & Pacific Railroad  den Missouri überqueren wollte und auf der anderen Flussseite in Nebraska eine neue Stadt vonnöten war. Namensgeber war John Insley Blair, der am 10. Mai 1869 1075 Acre Land von den ersten Siedlern erwarb, die seit 1855 hier ansässig waren. Er benannte die neue Stadt nach sich. Schnell entstanden zahlreiche Gebäude, u. a. Geschäfte und ein Gerichtsgebäude. Darüber hinaus wurden das erste Hotel, die erste Bank und die erste Zeitung gegründet. Die Blair Crossing Bridge über den Missouri wurde schließlich 1883 fertiggestellt. Die örtliche Ziegelei musste 1,5 Mio. Ziegel pro Jahr herstellen, um dem schnellen Wachstum der Stadt nachzukommen. Das vierstöckige Gebäude des Trinity Seminary (heute Dana College) wurde 1886 eingeweiht. 1914 entstand ein Kraftwerk, und in den 1930er Jahren wurde die „Bee-Line“ fertiggestellt, die dann später zum Highway 30 wurde.

## Geographie
Blair liegt im Osten Nebraskas an der Grenze zu Iowa und somit direkt am Missouri. Durch die Stadt verlaufen die Nebraska State Route 91, der U.S. Highway 75 und der U.S. Highway 30. Letzterer bildet einen Teil des historischen Lincoln Highway.

## Demographie
Laut dem United States Census 2000 hatte Blair 7512 Einwohner, davon 3577 Männer und 3935 Frauen. Das U.S. Census Bureau hat bei der Volkszählung 2020 eine Einwohnerzahl von 7790 ermittelt.